# Nazionale maschile di rugby a 13 della Papua Nuova Guinea
La nazionale di rugby a 13 della Papua Nuova Guinea è la selezione che rappresenta la Papua Nuova Guinea a livello internazionale nel rugby a 13. I suoi giocatori sono soprannominati Kumuls, ovvero uccelli del paradiso in lingua tok pisin.
Il rugby a 13 venne introdotto in Papua Nuova Guinea durante gli anni 1930 e 1940 da minatori e soldati australiani di passaggio in quella regione. Il debutto della prima nazionale della Papua Nuova Guinea risale alla partita contro l'Inghilterra giocata il 6 luglio 1975 a Port Moresby davanti a 12.000 spettatori.
La Papua Nuova Guinea ha partecipato a sette edizioni della Coppa del Mondo di rugby a 13 raggiungendo come migliore risultato i quarti di finale nel 2000 e nel 2017. Inoltre la nazionale partecipa regolarmente alla Pacific Cup, la cui vittoria nel 2009 le ha anche consentito di prendere parte al Four Nations come quarta squadra.

## Palmarès
- Pacific Cup: 1

2009